# بولشیه شیدی
بولشیه شیدی (انگلیسی: Bolshiye Shidy) یک شهرک در شهرستان نوریمانوفسکی استان باشقیرستان کشور روسیه است.